# Cefalù
Cefalù er en italiensk by (og kommune) i regionen Sicilien i Italien, med omkring 13.881(2023) indbyggere.  